# イツァーク・ギルボア
イツァーク・ギルボア（Itzhak Gilboa、1963年2月13日 – ）は、イスラエル・テルアビブ出身の経済学者。テルアビブ大学Ph.D.（経済学）。HEC経営大学院の経済学・意思決定科学教授、イェール大学コウルズ財団経済研究所フェロー、テルアビブ大学経済学部教授。

## 人物
1963年、テルアビブで生まれる。テルアビブ大学で数学と経済学の学位を取得。飛び級を重ね、兵役中に博士論文を書き上げる。1987年、デヴィッド・シュマイドラーの指導下で経済学の博士号を取得。
意思決定理論の第一人者であり、不確実性下での意思決定に関するモデルである「マキシミン期待効用理論」や「事例ベース意志決定理論」を、師のシュマイドラーと共同で発表した。

## 主な著書
- （デヴィッド・シュマイドラーとの共著）"A Theory of Case-Based Decisions"ISBN 9780511012952（Cambridge University Press, 2001年）
  - 浅野貴央・尾山大輔・松井彰彦訳『決め方の科学―事例ベース意思決定理論』ISBN 9784326502592（勁草書房、2005年）
- "Theory of Decision under Uncertainty"ISBN 9780521517324（Cambridge University Press, 2009年）
  - 川越敏司訳『不確実性下の意思決定理論』ISBN 9784326503919（勁草書房、2014年）
- "Making Better decisions: decision Theory in Practice"ISBN 9781444336511（John Wiley&Sons,Inc., 2011年）
  - 川越敏司・佐々木俊一郎訳『意思決定理論入門』ISBN 9784757122826（NTT出版、2012年）
- "Rational Choice"ISBN 9780262014007（MIT Press, 2010）
  - 松井彰彦訳『合理的選択』ISBN 9784622077336（みすず書房、2013年）